# Займанщина
Займанщина — за доби середньовіччя і Нового часу звичаєве право, яке давало змогу на підставі першого «займу» володіти чи користуватися землею.

## Загальний опис
Поширювалося на всі верстви населення (на кріпаків — дуже обмежено): група осіб (община, союз сябрів та ін.) чи окрема особа, займаючи землю під посіви, городи, пасіки, влаштування млинів тощо, самовільно запроваджувала особисту, общинну чи сябринну земельну власність. Займанщина застосовувалася головним чином там, де існувала відносна малонаселеність і значна кількість землі «лежала впусці» (деякі райони Слобідської України, Лівобережної України й Правобережної України, Вольностей Війська Запорозького низового). Найбільшого поширення набула під час національно-визвольної війни серед. 17 ст. Надалі, у зв'язку з поступовим наступом можновладців на соціальні права селян, міщан, рядових козаків і юрид. оформленням кріпацтва, первісне значення «Займанщина» втратилося.

## Інші значення
Також — невеликий віддалений населений пункт (землеробський, мисливський, рибальський), як правило в малонаселених місцях — в Сибіруб в горах тощо; окрема садиба або невелике селище за межами основного селища..